# Angst
Angst (укр. «Страх») — перший студійний альбом швейцарського гурту Lacrimosa. Реліз відбувся в 1991 році. На той час гурт складався лише з однієї людини, Тіло Вольфа, тому цей альбом був записаний їм самостійно: він зіграв на усіх музичних інстументах та написав лірику до всіх пісень. Лише в одному треку, Der Ketzer, є жіночий вокал, який належить Юдіт Грюнінг.

Для запису та видання альбому Тіло заснував свій власний лейбл Hall of Sermon, на якому були виданні усі альбоми та майже всі сингли гурту. 

## Список композицій
| #  | Назва                          | Автор      | Тривалість |
| -- | ------------------------------ | ---------- | ---------- |
| 1. | «Seele In Not»                 | Тіло Вольф | 9:25       |
| 2. | «Requiem»                      | Тіло Вольф | 9:45       |
| 3. | «Lacrima Mosa»                 | Тіло Вольф | 5:17       |
| 4. | «Der Ketzer»                   | Тіло Вольф | 7:15       |
| 5. | «Der Letzte Hilfeschrei»       | Тіло Вольф | 5:17       |
| 6. | «Tränen Der Existenzlosigkeit» | Тіло Вольф | 10:29      |

## Учасники запису[Архівовано21 березня 2016 уWayback Machine.]
- Тіло Вольф — вокал, синтезатори, продюсер, драм-машина;
- Judith Grüning — жіночий вокал на «Der Ketzer».